# Li Fengbao

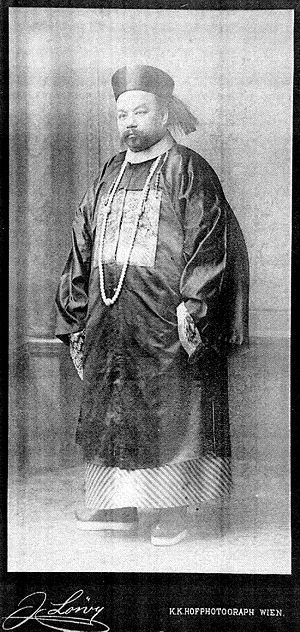
Li Fengbao

Li Fengbao (chinesisch 李鳳苞, Pinyin Lĭ Fèngbāo; * 1834 in Xianghua, Chongming, Chinesisches Kaiserreich; † 7. August 1887) war ein chinesischer Diplomat.
Li Fengbao war vom 2. November 1878 bis 27. Oktober 1884 Gesandter in Berlin.
Über einen Empfang, den Wilhelm I. im Berliner Stadtschloss am 8. Dezember 1878 für die in Preußen akkreditierten Gesandten gab, berichtete Li, dass der Kaiser sich über das gute Verhältnis zu den hier aufhaltenden Chinesen freue und dass Augusta von Sachsen-Weimar-Eisenach bemerkte, wie außerordentlich vornehm und wunderhübsch die chinesische Kleidung aussehe.
Während Lis Amtszeit als Gesandter in Berlin strebte Li Hongzhang den Erwerb von zwei Panzerschiffen für China an und erteilte dem Gesandten eine entsprechende Weisung. Li Fengbao gab bei AG Vulcan Stettin zwei Panzerschiffe in Auftrag. Nach dem chinesisch-französischen Krieg wurden die Dingyuan und ihr Schwesterschiff, die Zhenyuan, ausgeliefert.
Die Friedrich Krupp AG unterstützte den Absatz von braunem prismatischem Pulver der Pulverfabrik Heidemann und Duttenhofer.
Zu den Aufgaben von Li Fengbao gehörte auch die Betreuung einer 30-köpfigen chinesischen Studentengruppe, die Shen Baozhen 1875 vom Foochow Arsenal zur Fortbildung nach Europa gesandt hatte. Zu diesen Studenten zählte Chen Bozhang. Dieser investierte in braunes prismatisches Pulver, verschuldete sich, erhielt von Li Fengbao keine finanzielle Unterstützung und starb durch Suizid.
Im September 1884 wurde Li Fengbao zum Gesandten in Paris ernannt, wo er bis Anfang 1885 akkreditiert war.